# Kaestneria rufula
Kaestneria rufula là một loài nhện trong họ Linyphiidae.
Loài này thuộc chi Kaestneria. Kaestneria rufula được miêu tả năm 1954 bởi Hackman.